# Georg Pollich
Georg Adam Pollich (* 1. März 1928 in Bački Brestovac, Jugoslawien; † 2. August 2025) war ein deutscher Architekt und langjähriger Mitarbeiter von Egon Eiermann.

## Leben und Wirken
Pollich wuchs in dem donauschwäbischen Ort Bački Brestovac, deutsch Brestowatz, in Jugoslawien auf. Er war der Sohn des aus dem benachbarten Veprovac stammenden Doktors der Medizin Adam Pollich (1898–1981) und der Anna geborenen Sendelbach (* 1907). 1944 flüchtete er mit seiner Familie infolge des Kriegsverlaufs nach Deutschland. Von 1947 bis 1952 studierte er Architektur bei Egon Eiermann an der Technischen Hochschule Karlsruhe.
Nach dem Studienabschluss blieb er bis 1959 als freier Mitarbeiter im Büro Eiermann und leitete die Planung und Bauausführung des Deutschen Pavillons auf der Expo 58 in Brüssel. Anschließend war Pollich zwei Jahre als freischaffender Architekt in Karlsruhe tätig, entwarf Wohnbauten und nahm an Wettbewerben teil. 1962 wurde er auf Empfehlung Eiermanns Mitglied der Planungsgruppe der Bundesbaudirektion in Bonn und war dort insbesondere als Projektleiter unter der künstlerischen Oberleitung von Eiermann für das Abgeordneten-Hochhaus („Langer Eugen“) tätig, realisierte aber weiter auch eigene Projekte. Nach der Fertigstellung des Langen Eugen wurde Georg Pollich 1969 Partner in der im Jahr zuvor in Stieldorf bei Bonn gegründeten Architektengemeinschaft Planungsgruppe Stieldorf. Mit Günther Hornschuh und Peter Türler zusammen erarbeitete er dort den Wettbewerbsentwurf für den Neubau des Bundeskanzleramts, der 1971 den 1. Preis gewann und unter der Projektleitung Pollichs bis 1976 ausgeführt wurde.
Als die Brandaufsicht am Abgeordnetenhochhaus einen zweiten Fluchtweg forderte, wurde Pollich mit dem Entwurf für einen eigenständigen Treppenturm mit Aufzügen beauftragt, der 1979 zur Ausführung kam.
In den Folgejahren bearbeitete Pollich dann überwiegend Architekturwettbewerbe für öffentliche Bauten wie Bundestag/Bundesrat, Amtsgebäude des Bundespräsidenten, Landeszentralbank Bonn, Landtagsgebäude NRW in Düsseldorf, ARD-Studio Bonn, Naturkundemuseum Münster etc., die zum Teil prämiert, aber nicht ausgeführt wurden. Zusammen mit Peter Türler leitete er die Planungsgruppe bis zur Schließung in den 1990er Jahren. Von 1991 bis 2001 war er darüber hinaus als Berater für die Sanierung der von Eiermann entworfenen Deutschen Botschaft in Washington tätig. Die Sanierung des Langen Eugen  nach dem Umzug des Deutschen Bundestages von 2001 bis 2006 erfolgte ebenfalls in Abstimmung mit Pollich. Bei der ab 2007 geplanten Generalsanierung der Botschaft in Washington wurde Pollich nach Bevollmächtigung durch Eiermanns Witwe, Brigitte Eiermann (1924–2019), erneut beteiligt.
Pollich lebte im Königswinterer Ortsteil Vinxel in einem für ihn 1974 nach Plänen der Planungsgruppe Stieldorf erbauten Wohnhaus am Ende einer Reihenhauszeile (Panoramaweg 22), das er in den 1980er-Jahren um ein Ateliergebäude im Garten ergänzte und zu einem Ensemble denkmalwerter Wohnhausgruppen in dem Ortsteil gehört. Er war Mitglied des Bundes Deutscher Architektinnen und Architekten (BDA).

## Veröffentlichungen
- Deutsche Botschaft Washington: Sanierung des Kanzleigebäudes. In: Bundesamt für Bauwesen und Raumordnung (Hrsg.): Bau und Raum. Jahrbuch 2001/2002. Ernst Wasmuth Verlag, Tübingen 2002, ISBN 3-8030-0619-8, S. 98–105.